# Warhorse (album)
| Recensione | Giudizio |
| ---------- | -------- |
| AllMusic   |          |

Warhorse è un album del gruppo hard rock britannico Warhorse, pubblicato dall'etichetta discografica Vertigo Records nel 1970.

## Tracce

### LP
Lato A
Testi e musiche di Warhorse, eccetto dove indicato.
1. Vulture Blood – 6:13
2. No Chance – 6:23
3. Burning – 6:18
4. St. Louis – 3:51 (Harry Vanda, George Young)

Lato B
Testi e musiche di Warhorse.
1. Ritual – 4:55
2. Solitude – 8:50
3. Woman of the Devil – 7:12

- Durata brani ricavato dal CD del 1990 pubblicato dalla Repretoire Records (RR 4055-CC)

### CD
Edizione CD del 2002, pubblicato dalla Akarma Records (AK 295)
Testi e musiche di Warhorse, eccetto dove indicato.
1. Vulture Blood – 6:11
2. No Chance – 6:22
3. Burning – 6:18
4. St. Louis – 3:50 (Harry Vanda, George Young)
5. Ritual – 4:55
6. Solitude – 8:48
7. Woman of the Devil – 7:17
8. Ritual (live) – 5:05 – Traccia bonus
9. Miss Jane (demo version) – 3:37 (Nick Simper) – Traccia bonus
10. Solitude (live) – 4:53 – Traccia bonus
11. Woman of the Devil (live) – 6:46 – Traccia bonus
12. Burning (live) – 6:09 – Traccia bonus

## Formazione
- Ashley Holt – voce solista
- Ged Peck – chitarra
- Frank Wilson – organo, pianoforte
- Nick Simper – basso
- Mac Poole – batteria

Note aggiuntive
- Ian Kimmet e Warhorse – produttori
- Registrazioni effettuate al "Trident Studios" di Londra (Inghilterra)
- Ken Scott – ingegnere delle registrazioni
- "Elgen" – amps
- Sandy Field – grafica copertina album originale
- "Keef" – design e foto copertina album originale [2]